# Ernst Kochsiek
Ernst C. Kochsiek (* 27. März 1935; † 17. Dezember 2017) war ein deutscher Klavierbauermeister. Er war ein gefragter Klavierstimmer für die Konzertflügel berühmter und international auftretender Pianisten: Martha Argerich, Wilhelm Backhaus, Alfred Brendel, Rudolf Buchbinder, Friedrich Gulda, Wilhelm Kempff, Ewa Kupiec, Gerhard Oppitz, Maurizio Pollini u. a.
Viele Jahre lang sorgte er für den perfekten Klang der Konzertflügel beim Hessischen Rundfunk (33 Jahre lang), an der Alten Oper Frankfurt (18 Jahre lang), beim Schleswig-Holstein Musik Festival wie auch bei den Salzburger Festspielen.
Ebenso war er viele Jahre lang für die Festburgkonzerte Frankfurt und Aufzeichnungen in der Festeburgkirche verantwortlich.
Kochsiek galt als einer der besten Klavierstimmer Deutschlands. Der Konzertpianist Rudolf Buchbinder hat ihn als „einen der besten Stimmer überhaupt“ gewürdigt.

## Werke
- Konzertstimmungen. Erlebnisse und Begegnungen mit berühmten Pianisten. Mit Audio-CD. Edition Bochinsky, Frankfurt am Main 2001, ISBN 978-3-923639-46-5[7]